# Manchester United F.C. mùa bóng 1950–51
Mùa giải 1950-51 là mùa giải lần thứ 49 của Manchester United ở The Football League. United đã đứng thứ hai trong bảng xếp hạng giải đấu cao nhất nước Anh vào cuối mùa giải và cũng lọt vào vòng 6 FA Cup.
Bản hợp đồng đáng chú ý của Câu lạc bộ ở mùa giải này đó là trung vệ trẻ mới 17 tuổi từ câu lạc bộ Barnsley đó là Mark Jones.

## First Division
| Thời gian                 | Đối thủ                 | H/A | Tỷ số Bt-Bb | Cầu thủ ghi bàn                        | Số lượng khán giả |
| ------------------------- | ----------------------- | --- | ----------- | -------------------------------------- | ----------------- |
| ngày 19 tháng 8 năm 1950  | Fulham                  | H   | 1 – 0       | Pearson                                | 44,042            |
| ngày 23 tháng 8 năm 1950  | Liverpool               | A   | 1 – 2       | Rowley                                 | 30,211            |
| ngày 26 tháng 8 năm 1950  | Bolton Wanderers        | A   | 0 – 1       |                                        | 40,431            |
| ngày 30 tháng 8 năm 1950  | Liverpool               | H   | 1 – 0       | Downie                                 | 34,835            |
| ngày 2 tháng 9 năm 1950   | Blackpool               | H   | 1 – 0       | Bogan                                  | 53,260            |
| ngày 4 tháng 9 năm 1950   | Aston Villa             | A   | 3 – 1       | Rowley (2), Pearson                    | 42,724            |
| ngày 9 tháng 9 năm 1950   | Tottenham Hotspur       | A   | 0 – 1       |                                        | 60,621            |
| ngày 13 tháng 9 năm 1950  | Aston Villa             | H   | 0 – 0       |                                        | 33,021            |
| ngày 16 tháng 9 năm 1950  | Charlton Athletic       | H   | 3 – 0       | Delaney, Pearson, Rowley               | 36,619            |
| ngày 23 tháng 9 năm 1950  | Middlesbrough           | A   | 2 – 1       | Pearson (2)                            | 48,051            |
| ngày 30 tháng 9 năm 1950  | Wolverhampton Wanderers | A   | 0 – 0       |                                        | 45,898            |
| ngày 7 tháng 10 năm 1950  | Sheffield Wednesday     | H   | 3 – 1       | Downie, McShane, Rowley                | 40,651            |
| ngày 14 tháng 10 năm 1950 | Arsenal                 | A   | 0 – 3       |                                        | 66,150            |
| ngày 21 tháng 10 năm 1950 | Portsmouth              | H   | 0 – 0       |                                        | 41,842            |
| ngày 28 tháng 10 năm 1950 | Everton                 | A   | 4 – 1       | Rowley (2), Aston, Pearson             | 51,142            |
| ngày 4 tháng 11 năm 1950  | Burnley                 | H   | 1 – 1       | McShane                                | 39,454            |
| ngày 11 tháng 11 năm 1950 | Chelsea                 | A   | 0 – 1       |                                        | 51,882            |
| ngày 18 tháng 11 năm 1950 | Stoke City              | H   | 0 – 0       |                                        | 30,031            |
| ngày 25 tháng 11 năm 1950 | West Bromwich Albion    | A   | 1 – 0       | Birch                                  | 28,146            |
| ngày 2 tháng 12 năm 1950  | Newcastle United        | H   | 1 – 2       | Birch                                  | 34,502            |
| ngày 9 tháng 12 năm 1950  | Huddersfield Town       | A   | 3 – 2       | Aston (2), Birkett                     | 26,713            |
| ngày 16 tháng 12 năm 1950 | Fulham                  | A   | 2 – 2       | Pearson (2)                            | 19,649            |
| ngày 23 tháng 12 năm 1950 | Bolton Wanderers        | H   | 2 – 3       | Aston, Pearson                         | 35,382            |
| ngày 25 tháng 12 năm 1950 | Sunderland              | A   | 1 – 2       | Aston                                  | 41,215            |
| ngày 26 tháng 12 năm 1950 | Sunderland              | H   | 3 – 5       | Bogan (2), Aston                       | 35,176            |
| ngày 13 tháng 1 năm 1951  | Tottenham Hotspur       | H   | 2 – 1       | Birch, Rowley                          | 43,283            |
| ngày 20 tháng 1 năm 1951  | Charlton Athletic       | A   | 2 – 1       | Aston, Birkett                         | 31,978            |
| ngày 3 tháng 2 năm 1951   | Middlesbrough           | H   | 1 – 0       | Pearson                                | 44,633            |
| ngày 17 tháng 2 năm 1951  | Wolverhampton Wanderers | H   | 2 – 1       | Birch, Rowley                          | 42,022            |
| ngày 26 tháng 2 năm 1951  | Sheffield Wednesday     | A   | 4 – 0       | McShane, Downie, Pearson, Rowley       | 25,693            |
| ngày 3 tháng 3 năm 1951   | Arsenal                 | H   | 3 – 1       | Aston (2), Downie                      | 46,202            |
| ngày 10 tháng 3 năm 1951  | Portsmouth              | A   | 0 – 0       |                                        | 33,148            |
| ngày 17 tháng 3 năm 1951  | Everton                 | H   | 3 – 0       | Aston, Downie, Pearson                 | 29,317            |
| ngày 23 tháng 3 năm 1951  | Derby County            | H   | 2 – 0       | Aston, Downie                          | 42,009            |
| ngày 24 tháng 3 năm 1951  | Burnley                 | A   | 2 – 1       | Aston, McShane                         | 36,656            |
| ngày 26 tháng 3 năm 1951  | Derby County            | A   | 4 – 2       | Aston, Downie, Pearson, Rowley         | 25,860            |
| ngày 31 tháng 3 năm 1951  | Chelsea                 | H   | 4 – 1       | Pearson (3), McShane                   | 25,779            |
| ngày 7 tháng 4 năm 1951   | Stoke City              | A   | 0 – 2       |                                        | 25,690            |
| ngày 14 tháng 4 năm 1951  | West Bromwich Albion    | H   | 3 – 0       | Downie, Pearson, Rowley                | 24,764            |
| ngày 21 tháng 4 năm 1951  | Newcastle United        | A   | 2 – 0       | Rowley, Pearson                        | 45,209            |
| ngày 28 tháng 4 năm 1951  | Huddersfield Town       | H   | 6 – 0       | Aston (2), McShane (2), Downie, Rowley | 25,560            |
| ngày 5 tháng 5 năm 1951   | Blackpool               | A   | 1 – 1       | Downie                                 | 22,864            |

| # | Câu lạc bộ        | Tr | T  | H  | B  | Bt | Bb | Hs  | Điểm |
| - | ----------------- | -- | -- | -- | -- | -- | -- | --- | ---- |
| 1 | Tottenham Hotspur | 42 | 25 | 10 | 7  | 82 | 44 | +38 | 60   |
| 2 | Manchester United | 42 | 24 | 8  | 10 | 74 | 40 | +34 | 56   |
| 3 | Blackpool         | 42 | 20 | 10 | 12 | 79 | 53 | +26 | 50   |

## FA Cup
| Thời gian           | Vòng đấu | Đối thủ         | H/A            | Tỷ số Bt-Bb | Cầu thủ ghi bàn                 | Số lượng khán giả |
| ------------------- | -------- | --------------- | -------------- | ----------- | ------------------------------- | ----------------- |
| 6 tháng 1 năm 1951  | Vòng 3   | Oldham Athletic | H              | 4 – 1       | Pearson, Aston, Birch, own goal | 37,161            |
| 27 tháng 1 năm 1951 | Vòng 4   | Leeds United    | H              | 4 – 0       | Pearson (3), Rowley             | 55,434            |
| 10 tháng 2 năm 1951 | Vòng 5   | Arsenal         | H              | 1 – 0       | Pearson                         | 55,058            |
| 24 tháng 2 năm 1951 | Vòng 6   | Birmingham City | A - St Andrews | 0 – 1       |                                 | 50,000            |